# Viktor Meyer
Viktor Meyer (ur. 8 września 1848 w Berlinie – zm. 8 sierpnia 1897 w Heidelbergu) – niemiecki chemik mający znaczący wkład w rozwój zarówno chemii organicznej jak i nieorganicznej. Odkrywca tiofenu i metod otrzymywania związków nitrowych i oksymów.

## Życiorys
Był synem Jacques'a i Berthy Meyer. Jednym z jego najbardziej znanych osiągnięć była konstrukcja aparatu mierzącego gęstości oparów.
W 1867 roku w wieku 19 lat zdobył doktorat pod opieką Roberta Bunsena. Otworzyło mu to drogę do pełnej sukcesów kariery i Meyer stał się jednym z najważniejszych chemików swoich czasów.
Pod koniec swojego życia Viktor Meyer popadł w depresję, między innymi jako wynik przepracowania. Popełnił samobójstwo w 1897 roku w wieku 49 lat przebywając w Heidelbergu.
W niektórych swoich publikacjach podpisywał się jako Victor Meyer, stąd niekiedy używa się takiej formy jego imienia.